# Roggen (Gattung)
Roggen (Secale) ist eine Pflanzengattung in der Familie der Süßgräser (Poaceae). Die Getreideart Roggen (Secale cereale) ist als Kulturpflanze von wirtschaftlicher Bedeutung.

## Merkmale
Die Vertreter der Gattung sind einjährige, zweijährige oder ausdauernde Gräser. Das Blatthäutchen ist ein kurzer, gestutzter und häutiger Saum. Die Blattspreiten sind flach oder eingerollt.
Der Blütenstand ist meistens eine einfache Ähre, die dicht und seitlich zusammengedrückt ist, und einzeln an der Spitze des Halms steht. Die Ährchen stehen zweireihig, auf jedem Absatz der Ährchenachse steht ein Ährchen. Das Ährchen ist ungestielt und zweiblütig. Über den Blütchen befindet sich ein stielartiger Fortsatz. Die Blütchen sind zwittrig. Selten gibt es drei zwittrige Blüten oder ein bis zwei sterile Blüten über den beiden fertilen Blüten. Die Hüllspelzen sind pfriemlich, gekielt und einnervig. Die Deckspelzen sind lanzettlich, gekielt und fünfnervig. Auf dem Kiel stehen steife, wie ein Kamm abstehende Haare. Die Deckspelze trägt eine lange, gerade, raue Granne.

## Verbreitung
Die Vertreter der Gattung kommen vorwiegend in den temperaten Gebieten Europas und Asiens vor.

## Systematik

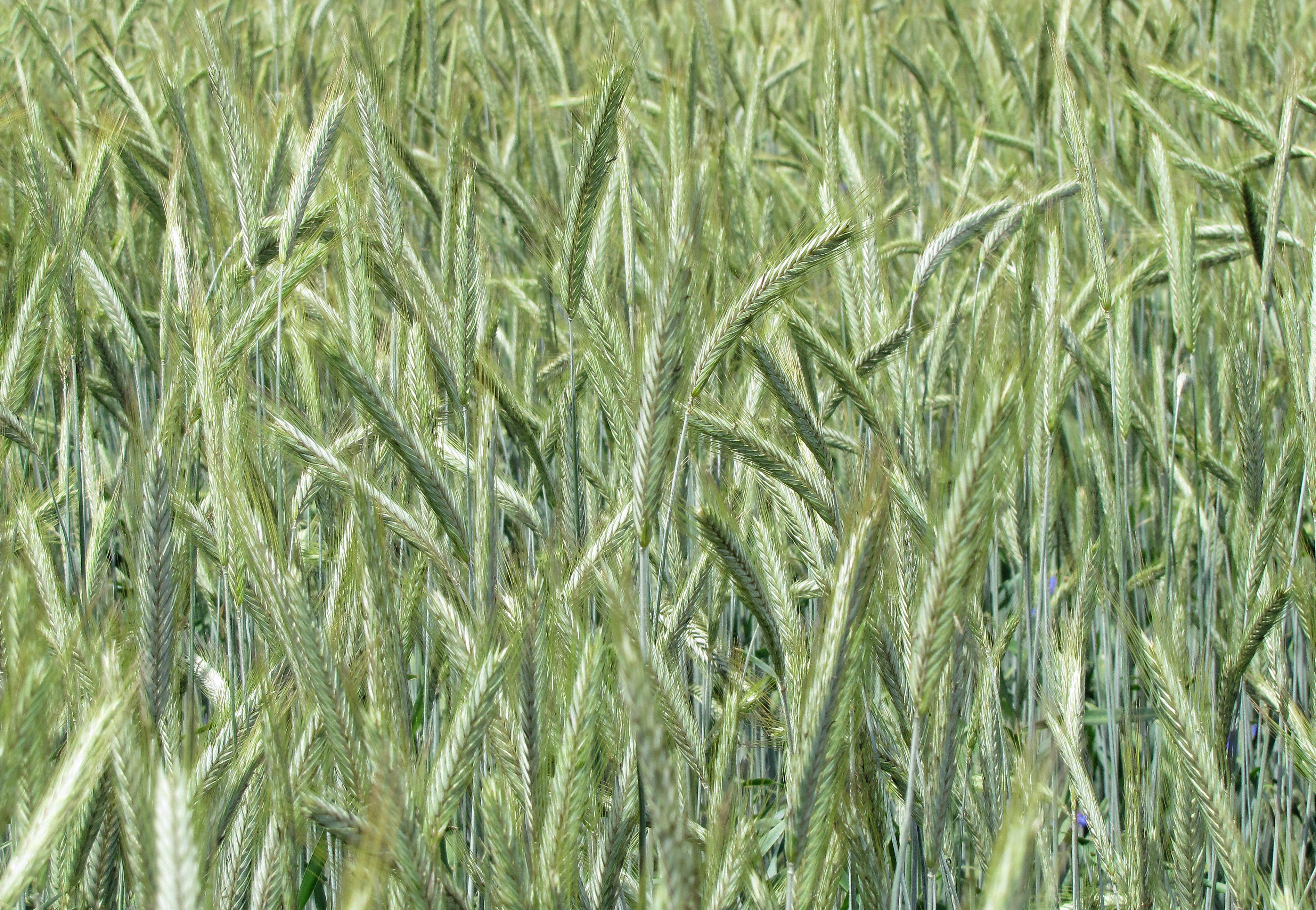
Roggenfeld (Secale cereale)

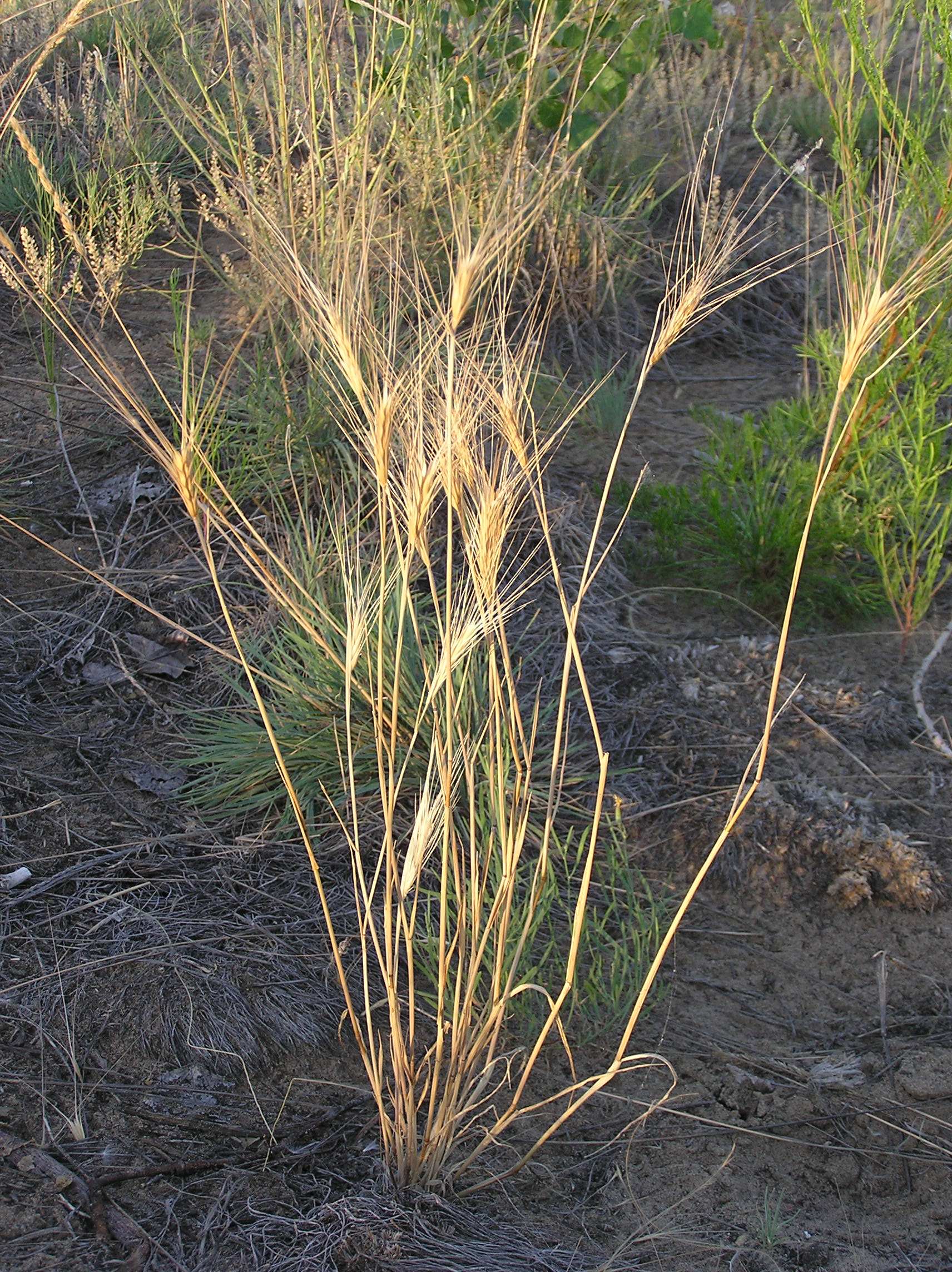
Secale sylvestre

Die Gattung Secale wird innerhalb der Familie der Süßgräser in die Unterfamilie Pooideae, Tribus Triticeae gestellt.
Die Angaben zur Artenzahl schwanken zwischen 3 und 8, je nachdem, ob manche Pflanzensippen als Unterarten oder als eigenständige Arten angesehen werden. Grin listet vier Arten auf, R. Govaerts neun:
- Secale africanum Stapf (Syn.: Secale strictum subsp. africanum (Stapf) K. Hammer): Sie kommt in der Capensis vor.[6]
- Secale anatolicum Boiss. (Syn.: Secale strictum subsp. anatolicum (Boiss.) K. Hammer): Sie kommt vom südlichen Griechenland bis zum Iran vor.[6]
- Roggen (Secale cereale L.). Man kann folgende Unterarten unterscheiden[5], die bei R. Govaerts aber nicht unterschieden werden:
  - Secale cereale subsp. ancestrale Zhuk.: Die Heimat ist die westliche Türkei.[5]
  - Secale cereale subsp. cereale
  - Secale cereale subsp. rigidum Vavilov & Antropov:; Die Heimat ist Turkestan.[5]
  - Secale cereale subsp. tetraploidum Kobyl.: Ist nur in Kultur bekannt.[5]
  - Secale cereale subsp. tsitsinii Kobyl.: Ist nur in Kultur bekannt.[5]
- Secale ciliatoglume (Boiss.) Grossh. (Syn.: Secale strictum subsp. ciliatoglume (Boiss.) K. Hammer): Sie kommt von der Türkei bis zum Iran vor.[6]
- Secale iranicum Kobyl.: Sie kommt im westlichen Iran vor.[6]
- Secale montanum Guss. (Syn.: Secale strictum (C. Presl) C. Presl, Secale kuprijanovii Grossh.): Sie kommt vom Mittelmeergebiet bis Pakistan vor.[6]
- Secale segetale (Zhuk.) Roshev. (Syn.: Secale afghanicum (Vavilov) Roshev., Secale cereale subsp. dighoricum Vavilov): Sie kommt vom Kaukasusgebiet bis zum nordwestlichen China und zum westlichen Himalaja vor.[6]
- Secale sylvestre Host: Die Heimat ist Ungarn, Südost- und Osteuropa bis Zentralasien.[5][6]
- Secale vavilovii Grossh.: Die Heimat ist die Türkei, Armenien, Aserbaidschan und der nordwestliche Iran.[5]